# Stealing Sheep
Stealing Sheep 是一支来自英格兰利物浦的乐队，成立于 2010 年，有三位成员，分别是 Rebbeca Hawley（主唱、键盘），Emily Lansley（主唱、吉他），Lucy Mercer（主唱、鼓）。
乐队于 2011 年发行了 the Mountain Dogs 和 I Am the Rain，在 2012 年被收录在 Noah and Paper Moon 内。
第一张录音室专辑「Into the Diamond Sun」于 2012 年由 Heavenly Recordings 发行。
第二张录音室专辑「Not Real」于 2015 年 4 月 13 日发布。
刀子 (瑞典團體)，發電廠樂團，Talking Heads，Moondog，Gary Numan，傻朋克 和 Can 等对此乐队都有一定的灵感激发。

## 唱片集
唱片集
- 2012 年, Into the Diamond Sun
- 2015 年, Not Real

单曲与 EP
- the Mountain Dogs
- I Am the Rain
- Noah and Paper Moon